# ГАЗ-62
ГАЗ-62 — советский малотоннажный грузовой автомобиль повышенной проходимости с колёсной формулой 4 × 4 и кабиной над двигателем. Являлся специальным автомобилем десантных войск. Рассчитан на транспортировку 12 человек или 1,1 т груза в сложных дорожных условиях.
Под индексом ГАЗ-62 были также созданы несколько прототипов с капотной компоновкой, но малой серией была выпущена только модель с бескапотной компоновкой.

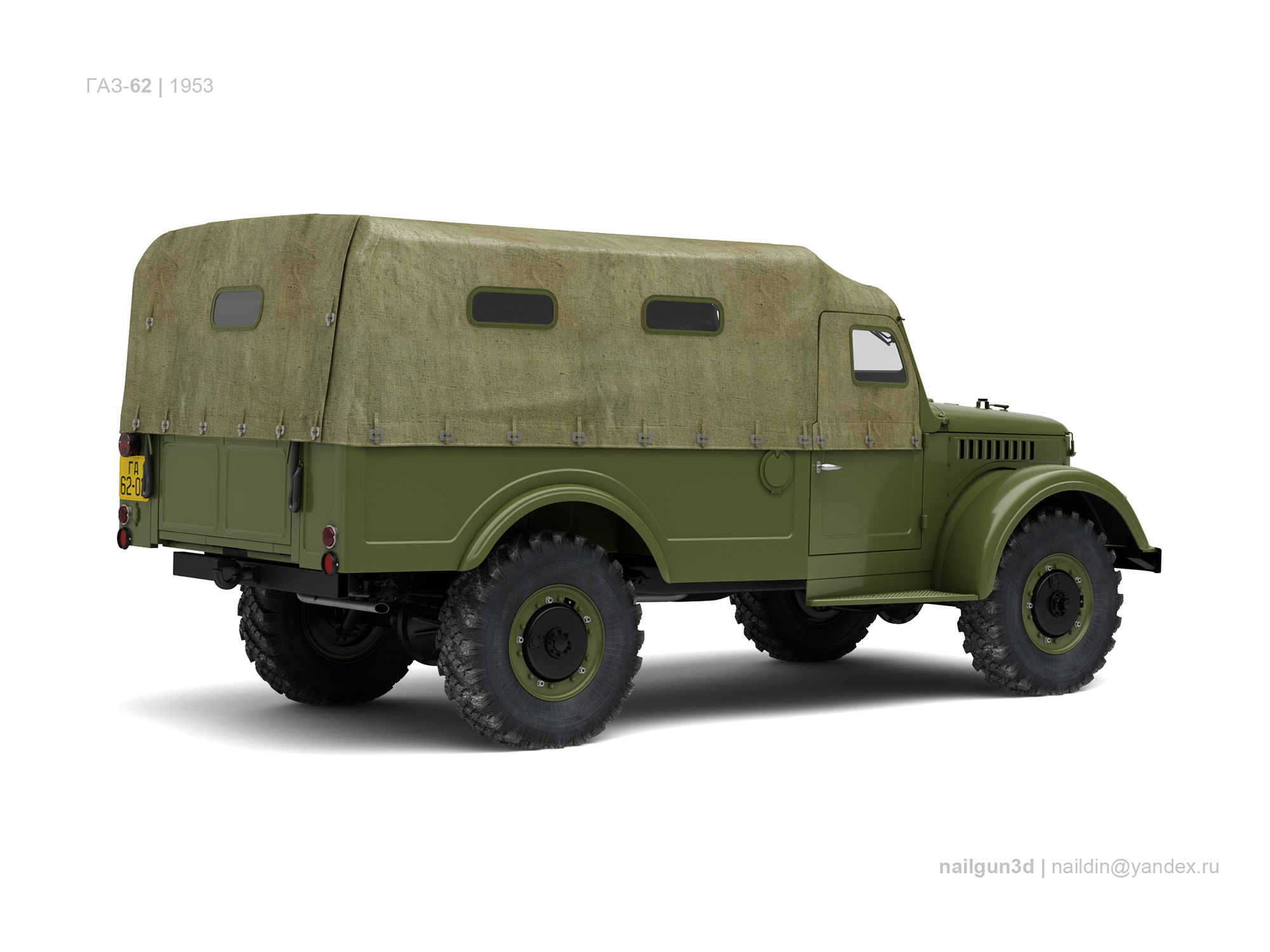
ГАЗ-62 1953 года Трёхмерное изображение. 3dsmax, v-ray

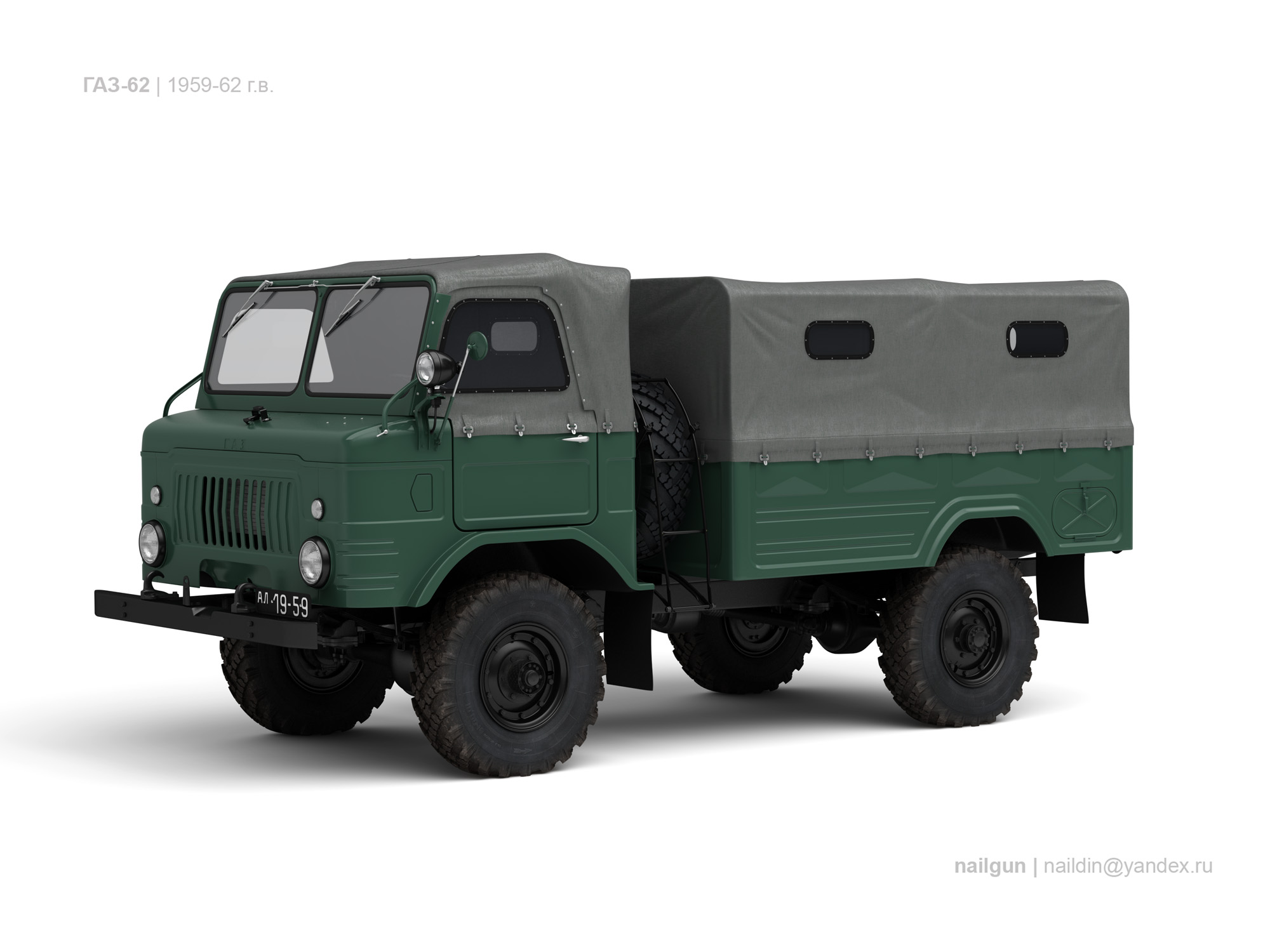
ГАЗ-62 1959 года Трёхмерное изображение. 3dsmax, v-ray

## История
На испытаниях в роли ближайшего зарубежного аналога ГАЗ-62 выступал немецкий «Unimog»[уточнить], при этом отечественный вездеход не уступал ему по проходимости. При массе 2570 кг. ГАЗ-62 без прицепа преодолевал подъём в 32 градуса, с прицепом — 22 градуса. Максимальная глубина проходимого брода доходила до 0,8 метра. Прошедший все испытания ГАЗ-62 стали собирать на конвейере и направлять в армию. Выпуск 1959 года составил 40 машин, 1960 — 21, в 1961 году изготовили пять автомобилей, в 1962 году — три. В 1962 году выпуск вездехода был прекращён, и ему даже не нашлось места в заводском музее истории ОАО ГАЗ.

## Описание
ГАЗ-62 представляет собой грузовой автомобиль повышенной проходимости грузоподъёмностью 1,1 тонны предназначенный для движения в сложных дорожных условиях и по бездорожью. Высокая проходимость обеспечивается использованием кулачковых самоблокирующихся дифференциалов и большим дорожным просветом. При преодолении песчаных и заболоченных грунтов шины ГАЗ-62 позволяли двигаться автомобилю с давлением в них всего 0,5 кгс/см2, что было существенным достижением для машин тех лет. Благодаря брезентовому верху кабины, откидному ветровому стеклу и съёмным верхним боковинам дверей со стёклами ГАЗ-62 мог разместиться внутри вертолёта Ми-4 и десантироваться на парашюте (тут, скорее всего, ошибка в первоисточнике, грузоподъёмность Ми-4 всего 1600 кг и перевозить он мог ГАЗ-67 или ГАЗ-69). Для облегчения доступа к силовому агрегату кабина откидывалась вперёд с помощью двух пружин. Вездеход оснастили более экономичным вариантом 6-цилиндрового двигателя ГАЗ-11 - ГАЗ-51Ф имевшим верхние клапаны и систему форкамерно-факельного зажигания. Межколёсные дифференциалы кулачкового типа, главные передачи мостов с гипоидным зацеплением, телескопические амортизаторы и шины с распорными кольцами в дальнейшем можно было увидеть на всех последующих полноприводных моделях завода.
Изначально ГАЗ-62 должен был быть капотным, но в 1958 г. было принято решение строить его по бескапотной схеме. Тем не менее штампы для кабины капотного грузовика остались. Их по совету А. А. Липгарта передали на Уральский автозавод и использовали для кабины новой модели УралЗИС-355М. Таким образом, УралЗИС-355М выглядел примерно так же, как выглядела бы капотная версия ГАЗ-62.

## Модификации
- ГАЗ-62 — базовая модель
- ГАЗ-62А — с лебёдкой, устанавливаемой за передним бампером

## Технические характеристики
| Тип                                                       | Двухосный грузовой автомобиль                                                                              |
| Грузоподъёмность                                          | 1100 кг |
| Максимально допустимая масса прицепа                      | 1200 кг |
| Полная масса без лебёдки                                  | 3670 кг |
| длина                                                     | 4850 мм |
| ширина                                                    | 2100 мм |
| высота по кабине без нагрузки                             | 2250 мм |
| высота по тенту без нагрузки                              | 2250 мм |
| колёсная база                                             | 2700 мм |
| дорожный просвет                                          | 285 мм |
| Колея передних колёс                                      | 1700 мм |
| Колея задних колёс                                        | 1680 мм |
| двигатель                                                 | ГАЗ-51Ф, шестицилиндровый четырёхтактный, с жидкостным охлаждением, вехнеклапанный, с факельным зажиганием |
| рабочий объём                                             | 3480 см³                                                                                                   |
| мощность                                                  | 85 л.с. при 3000 об/мин                                                                                    |
| крутящий момент                                           | 22,5 кгсм при 1500 об/мин                                                                                  |
| КПП                                                       | механическая 4-ступенчатая с синхронизаторами на 3-й и 4-й передачах                                       |
| Раздаточная коробка                                       | С понижающей передачей и отключаемым передним мостом                                                       |
| привод                                                    | задний или полный                                                                                          |
| колёса                                                    | специальные с бортовым кольцом; Шины 11,00-16                                                              |
| максимальная скорость с полной массой                     | 80км/ч |
| ёмкость топливного бака                                   | 105 |
| контрольный расход топлива, л/100 км при скорости 40 км/ч | 16 |
| марка топлива                                             | A-66 |

## Ссылки

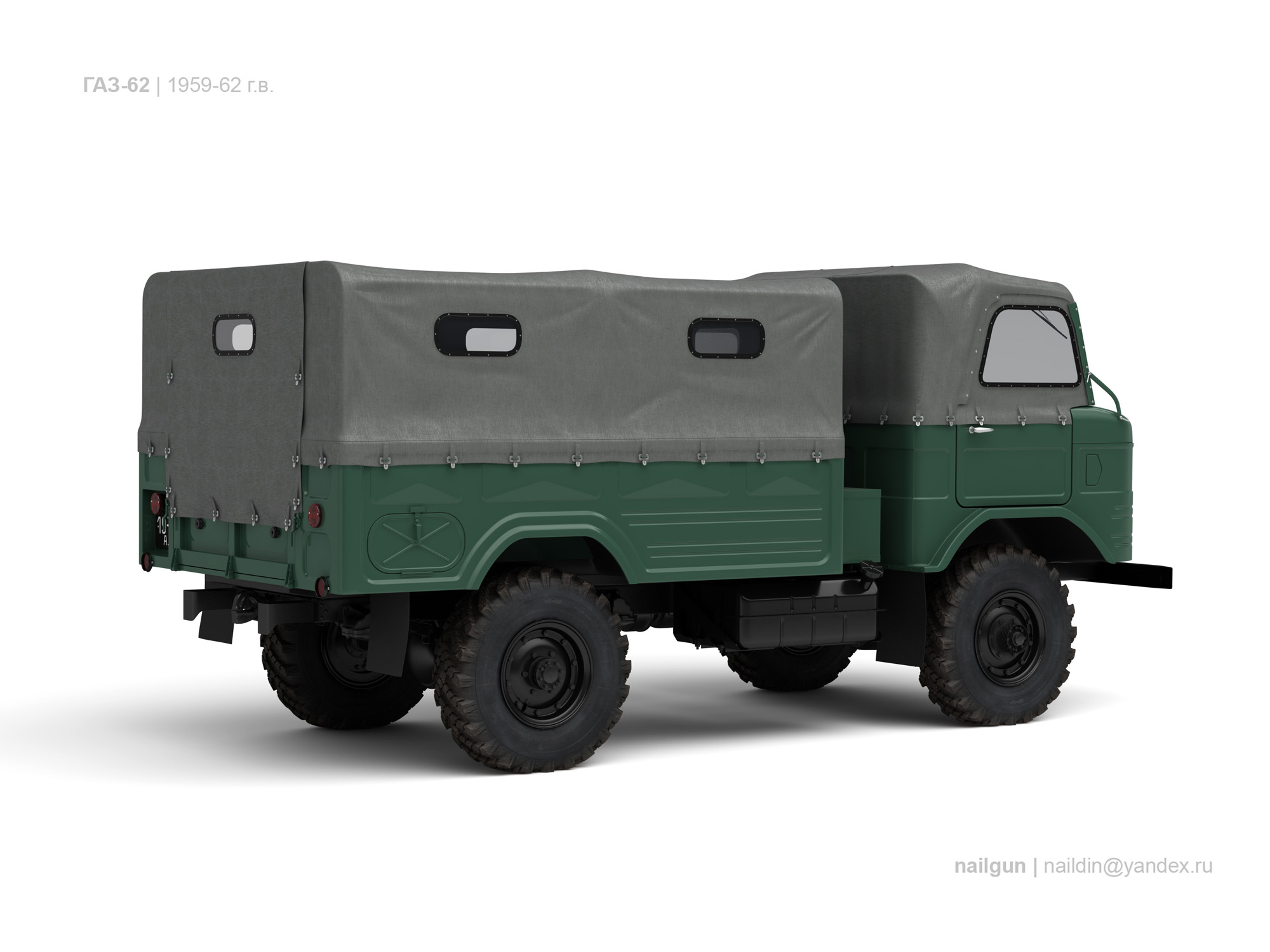
ГАЗ-62 1959 года Трёхмерное изображение. 3dsmax, v-ray